# Южноамериканский скунс
Южноамериканский скунс (лат. Conepatus chinga) — хищное млекопитающее семейства скунсовых, обитающее в Южной Америке.

## Описание
Южноамериканский скунс достигает длины примерно от 46 до 90 см, при этом самки, как правило, немного меньше, чем самцы. Масса составляет примерно от 2,3 до 4,5 кг.
Шерсть чёрного окраса с двумя белыми полосами, которые тянутся от затылка до полностью белого хвоста. Белый рисунок лица отсутствует.

## Распространение
Южноамериканский скунс распространён в центральной и южной части Южной Америки. Область распространения охватывает территорию от Анд в южном Перу через Боливию и западный Парагвай до Уругвая, Чили и Аргентины. 
Животные предпочитают открытые степные ландшафты и засушливые области, поросшие кустарником.